# Umoonasaurus
Umoonasaurus là một chi thằn lằn cổ rắn, được Kear mô tả khoa học năm 2006.